# Avanti a lui tremava tutta Roma
Avanti a lui tremava tutta Roma è un film del 1946 diretto da Carmine Gallone.
Gli interpreti principali sono Anna Magnani, Gino Sinimberghi e Tito Gobbi. Le parti liriche di Anna Magnani sono doppiate da Elisabetta Barbato.

## Trama
Ada e Marco sono due cantanti lirici, fidanzati e compagni di lavoro. 
Fanno parte della resistenza romana durante l'occupazione tedesca della capitale. Marco nasconde nei sotterranei della sua villa di campagna un paracadutista inglese, che tiene le comunicazioni con gli alleati.
I movimenti di Marco all'interno e all'esterno della villa insospettiscono Ada che, pensando a un tradimento del fidanzato, ne parla con un ufficiale tedesco: costui, scoperta la verità, fa circondare il teatro per arrestare Marco.
Nel frattempo, nel teatro si svolge la rappresentazione della Tosca di Giacomo Puccini; i tedeschi decidono di attendere la fine dell'opera prima di eseguire gli arresti. Da questo momento, la lirica e gli avvenimenti reali s'intersecano uno nell'altro, sino alla finta fucilazione di Marco (nel ruolo di Cavaradossi), che i macchinisti del palcoscenico successivamente fanno fuggire attraverso una botola.
Il film si conclude con l'arrivo degli Alleati.

## Produzione
Il film, a carattere musicale, rientra nel filone dei melodrammi sentimentali detto comunemente strappalacrime, allora molto in voga tra il pubblico italiano, in seguito ribattezzato dalla critica con il termine neorealismo d'appendice.

## Distribuzione
Il film venne distribuito nelle sale cinematografiche a partire dal 2 ottobre 1946.

## Incassi
Il film introitò 159.000.000 di lire dell'epoca, risultando il quinto incasso dell'anno in Italia.

## Manifesti e locandine
I manifesti del film, per l'Italia, furono realizzati dal pittore cartellonista Rinaldo Geleng.